# Comuna Burila Mare, Mehedinți
Burila Mare este o comună în județul Mehedinți, Oltenia, România, formată din satele Burila Mare (reședința), Crivina, Izvoru Frumos, Țigănași și Vrancea.

## Personalități locale
- Ioan-Ioviț Popescu (n. 1932), fizician, specialist în optică și fizica plasmei.
- Haralambie Cotarcea (n. 1941, Crivina, Mehedinți - d. 2019, Reșița), parlamentar român
- Cecilia Bârbora (n. 1963), actriță

## Demografie
Componența etnică a comunei Burila Mare
     Români (93,24%)
     Alte etnii (0,11%)
     Necunoscută (6,65%)
Componența confesională a comunei Burila Mare
     Ortodocși (92,98%)
     Alte religii (0,32%)
     Necunoscută (6,71%)
Conform recensământului efectuat în 2021, populația comunei Burila Mare se ridică la 1.894 de locuitori, în scădere față de recensământul anterior din 2011, când fuseseră înregistrați 2.239 de locuitori. Majoritatea locuitorilor sunt români (93,24%), iar pentru 6,65% nu se cunoaște apartenența etnică. Din punct de vedere confesional, majoritatea locuitorilor sunt ortodocși (92,98%), iar pentru 6,71% nu se cunoaște apartenența confesională.

## Politică și administrație
Comuna Burila Mare este administrată de un primar și un consiliu local compus din 11 consilieri. Primarul, Jenică Cicic[*], de la Partidul Social Democrat, este în funcție din 2008. Începând cu alegerile locale din 2024, consiliul local are următoarea componență pe partide politice:
|  | Partid                          | Consilieri | Componența Consiliului | Componența Consiliului | Componența Consiliului | Componența Consiliului | Componența Consiliului | Componența Consiliului | Componența Consiliului |
|  | ------------------------------- | ---------- | ---------------------- | ---------------------- | ---------------------- | ---------------------- | ---------------------- | ---------------------- | ---------------------- |
|  | Partidul Social Democrat        | 7          |                        |                        |                        |                        |                        |                        |                        |
|  | Partidul Național Liberal       | 3          |                        |                        |                        |                        |                        |                        |                        |
|  | Alianța pentru Unirea Românilor | 1          |                        |                        |                        |                        |                        |                        |                        |